# Genómica estrutural
Genómica estrutural (português europeu) ou genômica estrutural (português brasileiro) é um campo de investigação que tem como objetivo caracterizar e localizar os vários genes de um genoma.